# 拜涅-圣拉德贡德
拜涅-圣拉德贡德（法語：Baignes-Sainte-Radegonde，法語發音：[bɛɲ sɛ̃t ʁadɡɔ̃d]）是法国夏朗德省的一个市镇，属于干邑区。该市镇于1857年由原市镇拜涅（Baignes）和圣拉德贡德（Sainte-Radegonde）合并而成。

## 地理
拜涅-圣拉德贡德（45°23'2"N, 0°14'11"W）面积31.22 平方千米，位于法国新阿基坦大区夏朗德省，该省份为法国西部内陆省份，北起德塞夫勒省和维埃纳省，东临上维埃纳省，东南至多尔多涅省，南至多爾多涅省，西接滨海夏朗德省。
与拜涅-圣拉德贡德接壤的市镇（或旧市镇、城区）包括：尚蒂亚克、图韦拉克、布朗、莱奥维尔、莫尔捷、圣迈格兰、旺扎克、蒙梅拉克。

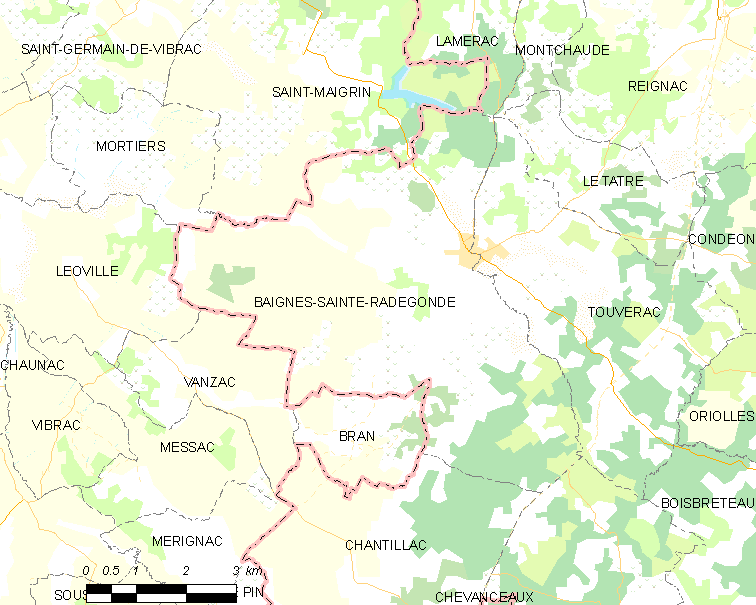
拜涅-圣拉德贡德的OSM定位图

拜涅-圣拉德贡德的时区为UTC+01:00、UTC+02:00（夏令时）。

## 行政
拜涅-圣拉德贡德的邮政编码为16360，INSEE市镇编码为16025。

## 政治
拜涅-圣拉德贡德所属的省级选区为夏朗德南县。

## 人口

1962-2008年间拜涅-圣拉德贡德人口变化图示

拜涅-圣拉德贡德于2022年1月1日时的人口数量为1241人。